# Кім Йон Дже
Кім Йон Дже (кор. ki.mjʌŋ.dzɛ, 김영재; нар. 7 вересня 1952) — північнокорейський дипломат. Надзвичайний і Повноважний Посол КНДР в РФ(2006—2014) та в Україні (2006—2014), Молдові (2007—2014), Білорусі (2007—2014), Вірменії (2008—2014) за сумісництвом. Кандидат в члени Політбюро. Делегат Верховних народних зборів Північної Кореї (обирався у 2003 та 2009).

## Життєпис
Народився 7 вересня 1952 року. Закінчив англійське відділення Університету імені Кім Ір Сена.
У 2002—2006 рр. — працював заступником міністра зовнішньої торгівлі КНДР.
З 2006 по 2014 рр. — Надзвичайний і Повноважний Посол КНДР в РФ та в Україні, Молдові, Білорусі, Вірменії за сумісництвом.
1 грудня 2006 року — вручив вірчі грамоти Президенту України Віктору Ющенку.
З 19 серпня 2014 року — міністр зовнішньої торгівлі Корейської народно-демократичної республіки.
Кім Ен Дже заявив, що США винні у «тривожних подіях в Україні», у тому числі в «жорстокому нехтуванні прав народів на самовизначення». Фактично заявивши про офіційну підтримку Північною Кореєю військової інтервенції Росії в Україну.